# M3/E12 (ånglok)
Littera E12 var fem stycken ånglok inom Statens Järnvägar (SJ) som var av typen tenderlok. De levererades ursprungligen till Oxelösund–Flen–Västmanlands Järnväg (OFWJ) under perioden 1913-1926 som littera M3 med individnummer 46-50. Hos SJ hade loken individnummer 1932-1936.  Tillverkare var Nydqvist och Holm AB (NOHAB). M3-loken var Sveriges första trecylindriga ånglok, så kallad trilling.   De användes för att dra malmtåg. OFWJ blev år 1931 en del av Trafikaktiebolaget Grängesberg–Oxelösunds Järnvägar (TGOJ). Där behöll M3-loken både littera och individummer. I samband med att TGOJ elektrifierades under 1950-talet ville man skrota M3-loken, men 1957 övertogs loken av SJ. SJ använde loken som beredskapslok i norra Sverige och fick då SJ littera E12. Ett M3 lok (individnummer 49) finns bevarat i driftsdugligt skick hos Grängesbergsbanornas Järnvägsmuseum (GBBJ) med TGOJ:s färgsättning.

## Tabell för huvuddata
Värdena i tabellen, utom den indikerade effekten, är hämtade från Normalspåriga ånglok vid Statens Järnvägar och TGOJ-Ånglok. Den indikerade effekten (1033 ihk) är i tabellen avrundad till tre siffrors noggrannhet och är beräknad enligt Lokomotivlära. Värdet gäller vid den gynnsammaste hastigheten (54,6 km/h), och vid en normal rostansträngning. Beräkningen antar att M3-loket saknade matarvattenförvärmare.
| ALLMÄNT     | ALLMÄNT       | PRESTANDA            | PRESTANDA       | PRESTANDA               | CYLINDRAR | CYLINDRAR     | CYLINDRAR      | CYLINDRAR      | PANNA        | PANNA       | PANNA                 | PANNA             | LOKVIKTER          | LOKVIKTER         | LOKVIKTER           | LOKVIKTER              | LOKDIMENSIONER         | LOKDIMENSIONER |
| Axel- följd | Spår- vidd mm | Indikerad effekt ihk | Drag- kraft ton | Tillåten hastighet km/h | Antal     | Dia- meter mm | Slag- längd mm | Slid- styrning | Rost- yta m² | Eld- yta m² | Överhett- ningsyta m² | Ång- tryck kg/cm² | Material- vikt ton | Tjänste- vikt ton | Adhesions- vikt ton | Största- axeltryck ton | Drivhjuls- diameter mm | Hjul- bas mm   |
| D           | 1435          | 1030                 | 11,0 (a)        | 55                      | 3         | 450           | 660            | Walschaert     | 2,50         | 129,4       | 35,9                  | 11                | 51,6               | 56,6              | 56,6                | Okänd                  | 1295                   | 4850           |

| TENDER      | TENDER             | TENDER            | TENDER            | TENDER       | TENDER            | TENDER          | LOK+TENDER          | LOK+TENDER   | LOK+TENDER        |
| Axel- följd | Material- vikt ton | Tjänste- vikt ton | Hjul- diameter mm | Hjul- bas mm | Vatten- förråd m³ | Kol- förråd ton | Längd ö. buffert mm | Hjul- bas mm | Tjänste- vikt ton |
| 3           | 14,9               | 32,9              | 1112              | 2900         | 15                | 3               | 16677 (b)           | 11665        | 89,5              |

(a) Värdet är troligtvis beräknat enligt Lokomotivlära med en förenklad formel som speglar lokets dragkraft vid låga hastigheter.

(b) TGOJ-Ånglok anger 16672 mm. Skillnaden är dock försumbar.

## M3-lokets teoretiska prestanda vid olika hastigheter
Värdena i tabellen är beräknade enligt Lokomotivlära och gäller vid en normal rostansträngning och utan förvärmning av matarvattnet. Med normal rostansträngning menas en påeldning av 500 kg stenkol per kvadratmeter rostyta och timme, där stenkolets värmevärde är 7000 kcal/kg. Vid låga hastigheter begränsas dragkraftsutvecklingen av maskinkraften vid 75% cylinderfyllning. Vid högre hastigheter begränsas dragkraftsutvecklingen av pannans ångbildningsförmåga. Dragkrafterna gäller vid lokets drivhjulsperiferi.
| | På grund av maskinkraften | På grund av maskinkraften | På grund av maskinkraften | På grund av pannans ångbildningsförmåga | På grund av pannans ångbildningsförmåga | På grund av pannans ångbildningsförmåga | På grund av pannans ångbildningsförmåga | På grund av pannans ångbildningsförmåga | På grund av pannans ångbildningsförmåga | På grund av pannans ångbildningsförmåga | På grund av pannans ångbildningsförmåga | På grund av pannans ångbildningsförmåga |
| Hastighet (km/h) | 7,3                       | 14,6                      | 22,0                      | 15                                      | 20                                      | 25                                      | 30                                      | 35                                      | 40                                      | 45                                      | 50                                      | 55                                      |
| Varvtal (varv/s) | 0,50                      | 1,00                      | 1,50                      | 1,02                                    | 1,37                                    | 1,71                                    | 2,05                                    | 2,39                                    | 2,73                                    | 3,07                                    | 3,41                                    | 3,76                                    |
| Indikerad effekt (ihk) | 352                       | 670                       | 935(a)                    | 713(b)                                  | 795                                     | 857                                     | 915                                     | 952                                     | 986                                     | 1009                                    | 1026                                    | 1033                                    |
| Verkningsgrad | 0,900                     | 0,900                     | 0,900                     | 0,897                                   | 0,890                                   | 0,885                                   | 0,877                                   | 0,870                                   | 0,860                                   | 0,850                                   | 0,843                                   | 0,833                                   |
| Dragkraft (ton) | 11,7                      | 11,1                      | 10,3(a)                   | 11,5(b)                                 | 9,6                                     | 8,2                                     | 7,2                                     | 6,4                                     | 5,7                                     | 5,1                                     | 4,7                                     | 4,2                                     |
| (a) Effekt och dragkraft kan ej utvecklas fullt ut, då pannans ångbildningsförmåga är begränsande. (b) Effekt och dragkraft kan ej utvecklas fullt ut, då maskinkraften är begränsande. |                           |                           |                           |                                         |                                         |                                         |                                         |                                         |                                         |                                         |                                         |                                         |